# Lawrence Tierney
Pour les articles homonymes, voir Tierney.
Lawrence Tierney est un acteur américain, né le 15 mars 1919 à New York, et mort le 26 février 2002 à Los Angeles.

## Filmographie

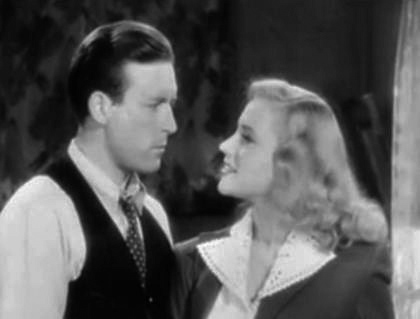
Lawrence Tierney et Anne Jeffreys dans la bande-annonce de Dillinger, l'ennemi public n° 1 (1945).

### Cinéma
- 1943 : Gildersleeve on Broadway : Cab Driver
- 1943 : Government Girl : FBI Man
- 1943 : Le Vaisseau fantôme (The Ghost Ship) de Mark Robson : Louie Parker
- 1944 : The Falcon Out West : Orchestra Leader
- 1944 : Seven Days Ashore : Crewman
- 1944 : Youth Runs Wild : Larry Duncan
- 1945 : Birthday Blues : Neighbor
- 1945 : Dillinger, l'ennemi public n° 1 (Dillinger) : John Dillinger
- 1945 : Le Charme de l'amour (Those Endearing Young Charms) de Lewis Allen : Lt. Ted Brewster
- 1945 : Retour aux Philippines (Back to Bataan) d'Edward Dmytryk : Lt. Cmdr. Waite
- 1945 : Mama Loves Papa (en) : Sharpe
- 1945 : Sing Your Way Home : Reporter in Paris
- 1946 : La Ville des sans-loi (Badman's Territory) : Jesse James
- 1946 : Step by Step : Johnny Christopher
- 1946 : San Quentin (en)  de Gordon Douglas : Jim Roland
- 1947 : The Devil Thumbs a Ride : Steve Morgan
- 1947 : Né pour tuer (Born to kill) de Robert Wise : Sam Wilde
- 1948 : Bodyguard : Michael C. 'Mike' Carter
- 1950 : Kill or Be Killed : Bob Warren
- 1950 : Shakedown : Harry Colton
- 1951 : The Hoodlum (en) : Vincent Lubeck
- 1951 : Plus fort que la loi (Best of the Badmen) : Jesse James
- 1952 : The Bushwhackers : Sam Tobin
- 1952 : Sous le plus grand chapiteau du monde (The Greatest Show on Earth) de Cecil B. DeMille : Mr. Henderson
- 1954 : Female Jungle : Det. Sgt. Jack Stevens
- 1954 : The Steel Cage : Chet Harmon, a Ringleader
- 1956 : Singing in the Dark : Biff Lamont
- 1962 : A Pair of Boots
- 1963 : Un enfant attend (A Child Is Waiting) : Douglas Benham
- 1966 : Naked Evil : The Doctor
- 1967 : Custer, l'homme de l'ouest (Custer of the West) : Gen. Philip Sheridan
- 1971 : Des amis comme les miens (Such Good Friends) : Hospital Guard
- 1975 : Abduction : FBI Agent
- 1977 : Andy Warhol's Bad : O'Reilly-O'Crapface
- 1979 : Bloodrage : Malone
- 1979 : Le Pouvoir des plantes (The Kirlian Witness) : Detective
- 1980 : Gloria : Broadway Bartender
- 1981 : Arthur de Steve Gordon : Man in Coffee Shop
- 1981 : Rosemary's Killer (The Prowler) de Joseph Zito : Maj. Chatham
- 1982 : Midnight : Bert Johnson
- 1984 : Nothing Lasts Forever (en) : Carriage Driver
- 1985 : L'Honneur des Prizzi (Prizzi's Honor) de John Huston : Lt. Hanley
- 1985 : Peur bleue (Silver Bullet) de Daniel Attias : Owen Knopfler
- 1986 : La Loi de Murphy (Murphy's Law) : Cameron
- 1987 : Les vrais durs ne dansent pas (Tough Guys Don't Dance) : Dougy Madden
- 1987 : Nuits sanglantes (The Offspring) : Warden
- 1988 : Y a-t-il un flic pour sauver la reine ? (The Naked Gun: From the Files of Police Squad!) de David Zucker : Angels Manager
- 1989 : House 3 (The Horror Show) : Warden
- 1990 : The Runestone : Chief Richardson
- 1990 : Why me? Un plan d'enfer (Why Me?) de Gene Quintano : un voleur arménien
- 1991 : Wizards of the Demon Sword : Slave Master
- 1991 : The Death Merchant : Ivan Yates
- 1991 : City of Hope : Kerrigan
- 1992 : Eddie Presley (en) de Jeff Burr : Joe West
- 1992 : Reservoir Dogs de Quentin Tarantino : Joe Cabot
- 1993 : Red : Louis 'Red' Deutsch
- 1994 : Junior d'Ivan Reitman : Mover
- 1995 : Starstruck : Patron
- 1995 : Portrait in Red : Robert Pearlman
- 1996 : Who Stole Santa? (vidéo) : Rick (voix)
- 1996 : Christmas in Oz (vidéo) : Rick (voix)
- 1996 : Deux Jours à Los Angeles (Two Days in the Valley) de John Herzfeld : le vieil homme
- 1996 : Toto Lost in New York (vidéo) : Rick (voix)
- 1997 : American Hero
- 1998 : Southie : Colie Powers
- 1998 : Armageddon de Michael Bay : Hollis Vernon Grap Stamper
- 2000 : Evicted : Bob

### Télévision
- 1984 : Terrible Joe Moran (téléfilm) : Pico
- 1988 : Star Trek : La Nouvelle Génération (saison 1, épisode 12) : Cyrus Redblock
- 1991 : Seinfeld (saison 2, épisode 8) : Alton Benes
- 1991 : Dillinger (téléfilm) : Sheriff Sarber
- 1993 : L'Affaire Amy Fisher : Désignée coupable (Casualties of Love: The Long Island Lolita Story) (téléfilm) : Joey Buttafucco's Father
- 1994 : Attirance fatale (A Kiss Goodnight) (téléfilm) : Sergeant Harwood

## Démêlés avec la justice
Il a été reconduit aux frontières de l'État par la police à cause de son comportement violent.
En 1948, il va trois mois en prison pour avoir brisé la mâchoire d'un client dans un bar. En 1952, il se bat avec un boxeur professionnel dans les rues de Manhattan. En 1956, il frappe un policier. En 1960, jour où sa mère se suicide, Tierney est en cellule pour avoir défoncé la porte de l'appartement d'une copine et démoli le mec trouvé chez elle.

## Anecdotes
Aussi agité dans la vie qu'à l'écran, Lawrence Tierney accumule les problèmes en dehors des plateaux (alcoolisme, violence, drogues…) mais également sur les tournages.
Jouant le rôle du père d'Elaine Baines dans la série Seinfeld en 1991, il devait à l'origine être un personnage récurrent. Mais son comportement a terrifié les acteurs et l'équipe de la série qui n'ont pas voulu le voir revenir. Selon les producteurs, Tierney a pris un couteau sur le plateau et l'a caché sous sa veste, puis lorsque Jerry Seinfeld lui a posé des questions à ce sujet, Tierney a sorti le couteau et a imité la célèbre scène de douche et la musique de film Psychose.
Pour son premier film, Reservoir Dogs, Quentin Tarantino connaît de nombreux problèmes avec Lauwrence Tierney qui joue le rôle de Joe Cabot : « C’était un putain de lunatique qu’on aurait dû mettre sous sédatif. ll questionnait tous les aspects du film. A la fin de la semaine, tout le monde le détestait ». La situation va dégénérer, Tarantino et Tierney vont en venir même aux mains. Des rumeurs laissent entendre qu'il aurait frappé son neveu en rentrant chez lui après une violente dispute avec Tarantino sur le tournage de Reservoir Dogs. Il aurait même rossé des policiers, selon Tim Roth dans les commentaires du film. Après le tournage, Quentin Tarantino a déclaré : « Lawrence Tierney est un grand malade, le genre de type qui peut foutre un film en l'air à lui seul. La prochaine fois que je le croise, je lui pète la gueule. »